# Angéla Németh
Pour les articles homonymes, voir Németh.
Dans le nom hongrois Németh Angéla, le nom de famille précède le prénom, mais cet article utilise l’ordre habituel en français Angéla Németh, où le prénom précède le nom.
Angéla Németh, mariée Ránky, née le 18 février 1946 à Budapest – morte le 5 août 2014 dans la même ville, est une athlète hongroise, spécialiste du lancer du javelot. Son plus grand succès est son titre olympique aux Jeux de Mexico en 1968.

## Biographie
Elle remporte la médaille d'or du lancer du javelot lors des Jeux olympiques de 1968, à Mexico, devant la Roumaine Mihaela Penes et l'Autrichienne Eva Janko.
En 1969, à Athènes, elle devient championne d'Europe de la discipline en établissant un nouveau record de la compétition avec un lancer à 59,76 m.
Elle est élue sportive hongroise de l'année en 1968 et 1969.

### Palmarès
| Date | Compétition           | Lieu     | Résultat | Épreuve           | Performance |
| ---- | --------------------- | -------- | -------- | ----------------- | ----------- |
| 1968 | Jeux olympiques       | Mexico   | 1re      | Lancer du javelot | 60,36 m     |
| 1969 | Championnats d'Europe | Athènes  | 1re      | Lancer du javelot | 59,76 m     |
| 1971 | Championnats d'Europe | Helsinki | 4e       | Lancer du javelot | 57,44 m     |

### Records
| Épreuve           | Performance | Lieu     | Date         |
| ----------------- | ----------- | -------- | ------------ |
| Lancer du javelot | 60,58 m     | Budapest | 28 juin 1969 |